# Olympische Sommerspiele 1996/Teilnehmer (Kirgisistan)
| Gelbes Symbol für Goldmedaillen mit stilisierten Olympischen Ringen | Graues Symbol für Silbermedaillen mit stilisierten Olympischen Ringen | Braundes Symbol für Bronzemedaillen mit stilisierten Olympischen Ringen |
| ------------------------------------------------------------------- | --------------------------------------------------------------------- | ----------------------------------------------------------------------- |
| —                                                                   | —                                                                     | —                                                                       |

Kirgisistan nahm an den Olympischen Sommerspielen 1996 in Atlanta, USA, mit einer Delegation von 33 Sportlern (26 Männer und sieben Frauen) teil.

## Teilnehmer nach Sportarten

### Boxen
- Sergey Kopenkin
Leichtgewicht: 9. Platz

- Nurbek Kasenov
Weltergewicht: 9. Platz

- Andrei Kurnjawka
Schwergewicht: 17. Platz

### Judo
- Vadim Sergeyev
Schwergewicht: 13. Platz

- Natalja Kuligina
Frauen, Extraleichtgewicht: 19. Platz

### Kanu
- Andrei Mitkowez
Zweier-Kajak, 500 Meter: Viertelfinale
Zweier-Kajak, 1000 Meter: Viertelfinale

- Yury Ulyachenko
Zweier-Kajak, 500 Meter: Viertelfinale
Zweier-Kajak, 1000 Meter: Viertelfinale

### Leichtathletik
- Vladislav Chernobay
100 Meter: Vorläufe

- Boris Kaweschnikow
800 Meter: Vorläufe

- Nazirdin Alikbekov
Marathon: 63. Platz

- Yeniya Shorokhov
110 Meter Hürden: Vorläufe

- Maksim Smetanin
Dreisprung: 37. Platz in der Qualifikation

- Irina Bogatschowa
Frauen, Marathon: 21. Platz

### Moderner Fünfkampf
- Igor Feldman
Einzel: 30. Platz

### Radsport
- Yevgeny Vakker
Punkterennen: 16. Platz

### Ringen
- Raatbek Sanatbayev
Mittelgewicht, griechisch-römisch: 8. Platz

- Vladimir Torgovkin
Halbfliegengewicht, Freistil: 17. Platz

- Konstantin Aleksandrov
Schwergewicht, Freistil: 6. Platz

- Alexander Kowalewski
Superschwergewicht: 5. Platz

### Schießen
- Yury Melentyev
Luftpistole: 12. Platz
Freie Scheibenpistole: 20. Platz

- Yury Lomov
Luftgewehr: 22. Platz
Kleinkaliber, Dreistellungskampf: 32. Platz
Kleinkaliber, liegend: 11. Platz

### Schwimmen
- Vitaly Vasilyev
50 Meter Freistil: 52. Platz
4 × 100 Meter Freistil: 18. Platz
4 × 200 Meter Freistil: 17. Platz

- Sergey Ashikhmin
100 Meter Freistil: 29. Platz
4 × 100 Meter Freistil: 18. Platz
4 × 200 Meter Freistil: 17. Platz
4 × 100 Meter Lagen: 21. Platz

- Dmitry Lapin
200 Meter Freistil: 38. Platz
4 × 100 Meter Freistil: 18. Platz
4 × 200 Meter Freistil: 17. Platz

- Andrei Kwassow
400 Meter Freistil: 26. Platz
4 × 100 Meter Freistil: 18. Platz
4 × 200 Meter Freistil: 17. Platz

- Konstantin Pryakhin
100 Meter Rücken: 45. Platz
4 × 100 Meter Lagen: 21. Platz

- Yevgeny Petrashov
100 Meter Brust: 42. Platz
4 × 100 Meter Lagen: 21. Platz

- Konstantin Andrjuschin
200 Meter Schmetterling: 26. Platz
4 × 100 Meter Lagen: 21. Platz

- Viktoriya Poleyayeva
Frauen, 100 Meter Freistil: 44. Platz
Frauen, 4 × 100 Meter Freistil: 20. Platz

- Olga Korotayeva
Frauen, 800 Meter Freistil: 27. Platz
Frauen, 4 × 100 Meter Freistil: 20. Platz

- Olga Bogatyreva
Frauen, 4 × 100 Meter Freistil: 20. Platz
Frauen, 200 Meter Lagen: 39. Platz

- Olga Titova
Frauen, 4 × 100 Meter Freistil: 20. Platz

- Oksana Cherevko
Frauen, 200 Meter Brust: 40. Platz